# دلیک تپه
دلیک تپه مربوط به هزاره اول قبل از میلاد است و در شهرستان زنجان، بخش قره پشتلو، روستای مشکین واقع شده و این اثر در تاریخ ۲۳ شهریور ۱۳۸۲ با شمارهٔ ثبت ۱۰۰۵۰ به‌عنوان یکی از آثار ملی ایران به ثبت رسیده است.